# N+M Haus

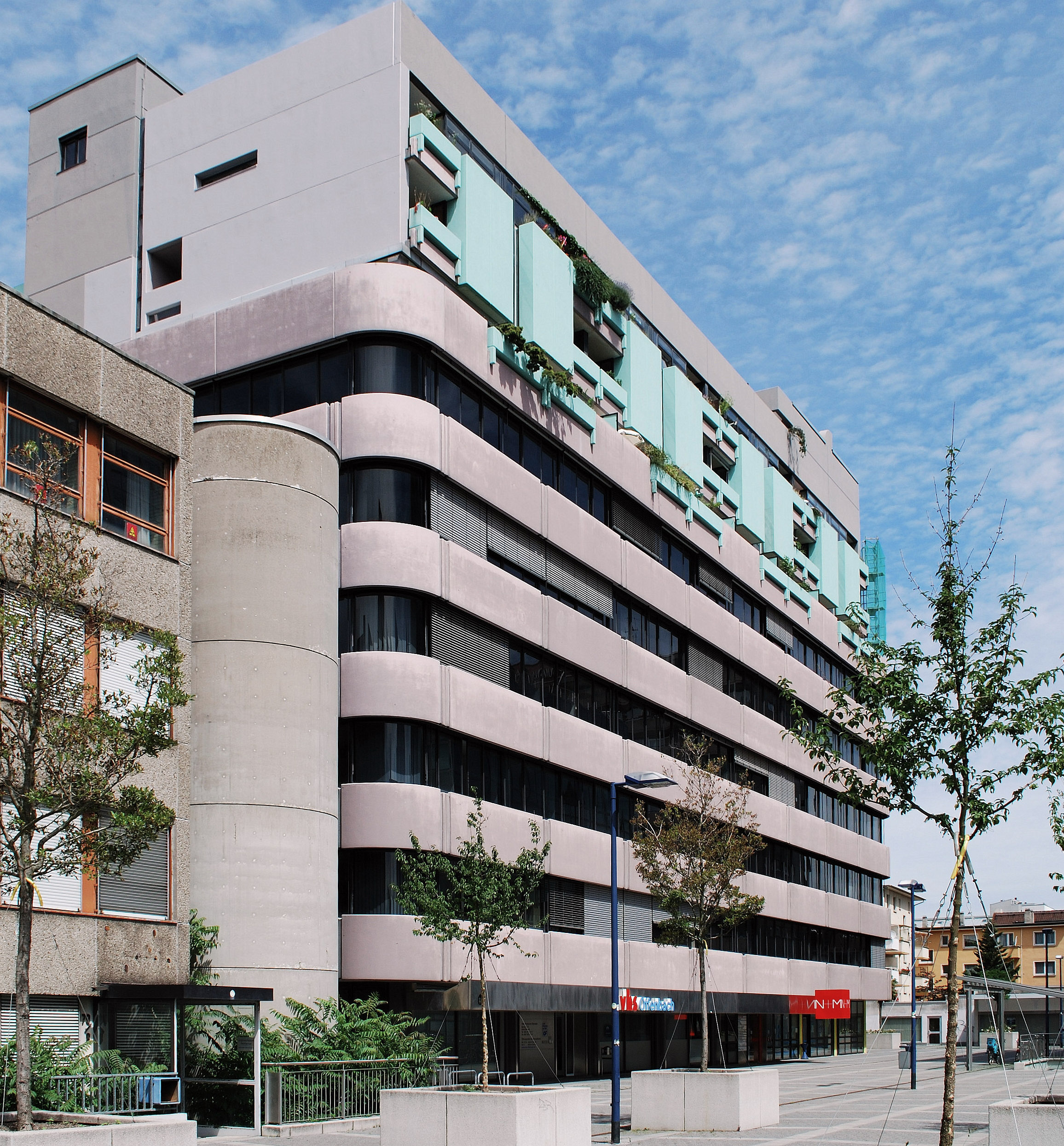
N+M Haus (2008)

Die Liegenschaft Berliner Straße 77 in Offenbach am Main ist ein unter Denkmalschutz stehendes Wohn- und Geschäftshaus und wird als N+M Haus bezeichnet. Das Gebäude war bis in die 2000er-Jahre Sitz des namensgebenden Architekturbüros Novotny und Mähner. Für die Sanierung des Objektes in den Jahren 2016 und 2017 wurden die Bauherren mit dem Denkmalschutzpreis 2019 der Stadt Offenbach gewürdigt.

## Bauausführung
Das großvolumige Bürohaus im Zentrum Offenbachs wurde in den Jahren 1969/70 nach Entwürfen von Fritz Novotny und Arthur Mähner, die hier neben ihrem eigenen Büro Novotny und Mähner eine Bank, ein Restaurant mit Kegelbahn, diverse Läden und 32 Wohnappartements unterbrachten, errichtet.
Das mit dem Anspruch einer monumentalen Bauplastik gestaltete Gebäude gliedert sich bautechnisch in drei Zonen: Im Erd- und im als Tiefgarage genutzten Untergeschoss ist das neunachsige und vierreihige Stützensystem mit der Verdoppelung der zweiten Stützenreihe zwischen den bündig liegenden Fenstern offen zu sehen. Die fünf darüber liegenden Bürogeschosse kragen allseitig aus und haben vorgeblendete Brüstungen aus Fertigbeton, die bandartig das Gebäude umfangen. Die Fenster sind als parallel verlaufende Glasbänder hinter die Brüstungen gesetzt und wechseln sich mit ihnen durch Transparenz und Spiegelung einerseits und Materialität und Körperlichkeit andererseits im Spiel von Licht und Schatten ab. Fenster und Brüstungsbänder sind an den Kanten gerundet und entschärfen die eigentliche Kantigkeit des Gebäudes. Über dem letzten Bürogeschoss erhebt sich, von der Brüstung zurückgesetzt, die dreigeschossige Betonskulptur des Appartementhauses, die durch Loggien, Nischen und Balkone sowie auskragende Bauteile und asymmetrische Fenstereinschnitte gegliedert ist. Markant überragt und durchdringt der Turm für Treppe und Fahrstühle das Gebilde.
Das Innere des Betonskelettbaus zeichnet sich vor allem in den Büroetagen durch große Funktionalität und Flexibilität aus. Bemerkenswert sind der hochwertig gestaltete Eingangsbereich mit der noch erhaltenen Briefkastenanlage.

## Architektonische Würdigung
Das N+M Haus ist als städtebaulich wirksamer Baukörper das mutige Produkt eines damals noch jungen Architektenteams, das in der Folgezeit weltweit erfolgreich agierte. Vorbild für Novotny und Mähner war der Beton-Brutalismus, wie ihn neben anderen Le Corbusier vertreten hat.
Die Begründung zur Einstufung als Kulturdenkmal spricht davon, dass die beiden Architekten diesen in den 1960er Jahren modernen Baustil konsequent weiterentwickelt und hier einen individuellen, zukunftsweisenden Entwurf von hohem künstlerischem Anspruch vorgelegt haben. In seiner Geschlossenheit und in seinem Aufbau wirkt der massige Baukörper geradezu wie eine biblische Arche, wobei hier ein Bezug zu dem nahe vorbeifließenden Main gegeben sei.
Das Gebäude ist seit 2015 Kulturdenkmal aus künstlerischen, städtebaulichen und baugeschichtlichen Gründen.

## Auszeichnungen
Für die in den Jahren 2016 und 2017 erfolgte Sanierung des Gebäudes wurden die damals ausführenden Eigentümer 2019 mit dem Denkmalschutzpreis der Stadt Offenbach ausgezeichnet. Gewürdigt wurde damit das bei der Gebäudeertüchtigung über das übliche Maß hinausgehende Engagement, welches im Hinblick auf den Ausgangszustand und den vorbildlichen Umgang mit der Substanz außergewöhnlich war.

## Nutzung
Die Büroflächen des Gebäudes werden von der Stadt Offenbach für die Volkshochschule, dem Jugendbildungswerk sowie einem Projekt für Berufsorientierung und -vorbereitung genutzt. Der Mietvertrag läuft bis Ende 2037. Die Jahresmiete betrug 2017 inklusive Nebenkosten 914.000 Euro. Zudem befinden sich 30 Wohnungen in dem Gebäude.